# Villar de Corneja
Villar de Corneja é um município da Espanha na província de Ávila, comunidade autónoma de Castela e Leão, de área 7,01 km² com população de 73 habitantes (2004) e densidade populacional de 10,41 hab/km².

## Demografia
| Variação demográfica do município entre 1991 e 2004 | Variação demográfica do município entre 1991 e 2004 | Variação demográfica do município entre 1991 e 2004 | Variação demográfica do município entre 1991 e 2004 |
| --------------------------------------------------- | --------------------------------------------------- | --------------------------------------------------- | --------------------------------------------------- |
| 1991                                                | 1996                                                | 2001                                                | 2004                                                |
| 112                                                 | 86                                                  | 71                                                  | 73                                                  |